# Indiana Flooring
Indiana Flooring was een Amerikaanse voetbalclub uit New York. De club werd opgericht in 1924 en opgeheven in 1927. Na 1927 is de franchise verdergegaan als New York Nationals. De club speelde drie seizoenen in de American Soccer League. Hierin werden geen aansprekende resultaten behaald.